# 유럽 고속도로 009호선
유럽 고속도로 009호선(European route E009)은 타지키스탄의 지르가탈에서 량가까지 이르는 B-클래스급 고속도로로, 총 연장은 약 700 mi이다. 또한 이 도로는 국경을 건너 아프가니스탄까지 연결된다.

## 경로
- 타지키스탄
  - 지르가탈
  - 호르그
  - 이스코심(영어판)
  - 량가 (아프가니스탄 국경선)